# Carrot Top
Carrot Top, pseudonimo di Scott Thompson (Rockledge, 25 febbraio 1965), è un attore e comico statunitense.
È noto soprattutto per essere apparso sporadicamente in programmi televisivi e film come Larry the Cable Guy's Christmas Spectacular, Gene Simmons Family Jewels, Space Ghost Coast to Coast, Criss Angel Mindfreak, Scrubs - Medici ai primi ferri, George Lopez, Tugger: The Jeep 4x4 Who Wanted to Fly e Una notte da leoni. Inoltre ha interpretato il protagonista Edison in L'inventore pazzo ed è stato un annunciatore per Cartoon Network, per il quale ha condotto Carrot Top's AM Mayhem.
È noto anche per il suo ampio uso di interventi di chirurgia plastica. La sua commedia si basa principalmente sulla prop comedy.

## Biografia
Thompson è nato a Rockledge, in Florida, ed è cresciuto a Cocoa. È il figlio più giovane di un ingegnere della NASA. Ha frequentato la Cocoa High School dove suonava la batteria per la band scolastica. Si è diplomato nel 1983. Ha ottenuto il soprannome di "Carrot Top" da un allenatore di nuoto locale come riferimento ai suoi capelli rossi, che sarebbero diventati uno dei suoi marchi di fabbrica in futuro.  Alla fine degli anni '80, Thompson ha lavorato come corriere per una società di mutui. Dopo il liceo si è iscritto alla Florida Atlantic University di Boca Raton. Mentre era una matricola lì, Thompson è apparso ne suo primo numero di cabaret con Josh Abelson. La sua prima "grande occasione" è stata in sostituzione di Sam Kinison dopo che Kinison è morto in un incidente d'auto nel 1992. Kinison lo conosceva bene e ha incoraggiato il suo lavoro.

## Carriera
Carrot Top ha preso parte ad alcuni programmi televisivi tra cui Larry the Cable Guy, Gene Simmons Family Jewels, Space Ghost Coast to Coast, Criss Angel Mindfreak e Scrubs. Recitò anche nel film L'inventore pazzo ed è stato la voce delle pubblicità per la 1-800-CALL-ATT. Nel 2002 ha registrato un commento audio per il rilascio home-video del film Le regole dell'attrazione. Nel 2008, ha partecipato in qualità di giudice nello show della NBC Last Comic Standing.
Dal 1995 al 1999, Carrot Top è stato annunciatore per Cartoon Network, per il quale ha anche prodotto e condotto uno show mattutino durato due anni, chiamato Carrot Top's AM Mayhem (1994-1996).
Carrot Top è stato spesso parodiato, come ad esempio nelle serie televisive Mr. Show, King of the Hill, Scrubs, I Griffin, MADtv e Paradise Police.
Il 16 gennaio 2008 è apparso al quiz Don't Forget the Lyrics!.

## Filmografia

### Attore

#### Cinema
- Doppia seduzione (Hourglass), regia di C. Thomas Howell (1995)
- Il cuoco e la bionda (Pure Danger), regia di C. Thomas Howell (1996)
- L'inventore pazzo (Chairman of the board), regia di Alex Zamm (1997)
- Dennis colpisce ancora (Dennis the Menace Strikes Again!), regia di Charles T. Kanganis (1998)
- Pauly Shore Is Dead, regia di Pauly Shore (2003)
- Patto con il diavolo (Shortcut to Happiness), regia di Alec Baldwin (2003)
- The Aristocrats, regia di Penn Jillette e Paul Provenza (2005)
- Tugger: The Jeep 4x4 Who Wanted to Fly, regia di Jeffrey James Varab (2005)
- The Bros., regia di Jonathan Figg (2007)
- Smiley Face, regia di Gregg Araki (2007)
- Una notte da leoni (The Hangover), regia di Todd Phillips (2009)
- Last Call, regia di Greg Garthe (2012)
- Swearnet: The Movie, regia di Warren P. Sonoda (2014)

#### Televisione
- Carrot Top's AM Mayhem - serie TV (1994-1996)
- Space Ghost Coast to Coast - serie animata, 1 episodio (1996)
- The Larry Sanders Show - serie TV, 1 episodio (1997)
- The Tom Green Show, 2 episodi (1998)
- N.Y.U.K - serie TV (2000)
- Scrubs - Medici ai primi ferri (Scrubs) - serie TV, episodio 1x13 (2002)
- Weakest Link - serie TV, 1 episodio (2002)
- ComiXspotlight - serie TV (2003)
- Carrot Top Rocks Las Vegas, regia di Steve Hanft (2003)
- Now That's Funny - documentario (2005)
- George Lopez - serie TV, 1 episodio (2005)
- Reno 911! - serie TV, 1 episodio (2006)
- Larry the Cable Guy's Christmas Spectacular, regia di C.B. Harding (2007)
- Gene Simmons Family Jewels - serie TV, 1 episodio (2007)
- The Girls Next Door - serie TV, 1 episodio (2008)
- Bad Girls Club - serie TV, 1 episodio (2009)
- The Game - serie TV, 1 episodio (2009)
- Cubed - serie TV, 1 episodio (2010)
- Cash Cab - serie TV, 1 episodio (2010)
- Tosh.0 - serie TV, 1 episodio (2010)
- CSI - Scena del crimine (CSI: Crime Scene Investigation) - serie TV, episodio 11x11 (2011)
- Hell's Kitchen - serie TV, 1 episodio (2012)
- Vicini del terzo tipo (The Neighbors) - serie TV, 1 episodio (2014)
- Glee - serie TV, 1 episodio (2015)
- The Jim Gaffigan Show - serie TV, 1 episodio (2016)
- Sharknado 4 (Sharknado: The 4th Awakens), regia di Anthony Ferrante (2016)
- Hitting the Breaks - serie TV, 1 episodio (2016)
- Creature - serie TV (2017)
- Nightcap - serie TV, 1 episodio (2017)
- The Amazing Johnathan Documentary - documentario (2019)
- Bar da incubo (Bar Rescue) - serie TV, 1 episodio (2021)
- FUBAR - serie TV, 1 episodio (2023)

### Doppiatore
- I Griffin (Family Guy) - serie animata, 2 episodi (2006-2017)
- Robot Chicken - serie animata, 1 episodio (2015)

## Doppiatori italiani
Nelle versioni in italiano delle opere in cui ha recitato, Carrot Top è stato doppiato da:
- Alberto Sette in Dennis colpisce ancora
- Manfredi Aliquò in Scrubs - Medici ai primi ferri
- Federico Di Pofi in Patto con il diavolo
- Roberto Certomà in CSI - Scena del crimine

Da doppiatore è sostituito da:
- Simone Crisari in I Griffin
- Nanni Baldini in Robot Chicken